# グイド・マリーニ
グイド・マリーニ（Guido Marini、1965年1月31日 - ）は、カトリック教会の聖職者でイタリアのトルトナ教区司教。

## 経歴
1965年1月31日、イタリアのジェノヴァ生まれ。ジェノヴァの神学校で神学の学位を修得。1989年2月4日に司祭に叙階された。その後、教皇庁立ラテラン大学で大陸法と教会法の両法学博士号を、2007年には教皇庁立サレジオ大学でコミュニケーション神学の学位を修得した。1988年から2003年まで、ジェノヴァ大司教、ジョバンニ・カネストリ枢機卿、ディオニージ・テッタマンジ枢機卿、タルチジオ・ベルトーネ枢機卿の秘書を務める。1992年からは、北イタリアの神学部のジェノヴァ支部と高等宗教学研究所で教会法の教授を、2004年からは、ジェノヴァ神学校の霊的指導者として務めた。1996年から2001年まで、教区司祭評議会のメンバーで、2003年から2005年には教区教育局の局長を務めた。2007年10月1日、教皇ベネディクト16世によってローマ教皇庁教皇儀典室の儀典長、および高位聖職者(モンシニョール)に指名された。2021年まで儀典長として務めた。
2021年8月29日、教皇フランシスコによりトルトナの司教に任命され、同年10月17日、アンドレ・ガブリエル・フェラダ・モレイラと共にサン・ピエトロ大聖堂で司教に叙階された。11月7日、着座式が執り行われた。

## 著作
- Dio mi basta. Monsignor Tommaso Reggio, ISBN 9788821172366 (2000年)
- Ascolta le parole della mia bocca, ISBN 9788884410115 (2001年)
- O Trinità che adoro! Il mistero di Dio rivelato da Gesù, ISBN 9788884410085 (2001年)
- Conquistato dal Tuo mistero ti cerco, ISBN 9788884410535 (2004年)
- Per amore del cuore di Gesù, ISBN 9788884410337 (2007年)
- Sługa Liturgii, ISBN 9788393017621 (2010年)
- La libertà è amore. Madre Eugenia Ravasco, ISBN 9788821566936 (2010年)
- Liturgical Reflections of a Papal Master of Ceremonies, ISBN 9780977884650 (2011年)
- Liturgia. Gloria di Dio, santificazione dell'uomo, ISBN 9788821576508 (2013年)
- Alla luce Signore vediamo la luce, ISBN 9788869291616 (2016年)
- L'amore ci sospinge. Rinnovare il sì al Signore davanti alla sua Parola, ISBN 9788869291579 (2018年)
- La gioia del Natale, ISBN 9788869293481 (2018年)
- Il Rosario meditato, ISBN 9788869293634 (2019年)
- La meraviglia della Pasqua, ISBN 9788869293610 (2019年)
- O Trinità che adoro! Il mistero di Dio rivelato da Gesù, ISBN 9788869295720 (2020年)